# Patrick Mwaungulu
Patrick Mwaungulu (Mzuzu, 18 febbraio 2002) è un calciatore malawiano, attaccante dei  Big Bullets.

## Caratteristiche tecniche
È un centrocampista offensivo.

## Carriera

### Club
Attualmente milita nel Big Bullets.
Il 19 gennaio 2024, ha ricevuto il premio di miglior giocatore della TNM Super League 2023.

### Nazionale
Ha esordito in nazionale maggiore nel 2023.